# Natalja Vodopjanova
Natalja Andrejevna Vodopjanova (Russisch: Наталья Андреевна Водопьянова) (Leningrad, 4 juni 1981) is een Russisch voormalig basketbalspeelster die uitkwam voor het nationale team van Rusland.

## Carrière
Vodopjanova begon haar carrière bij Volna Sint-Petersburg in 1998. In 2000 stapt ze over naar Kozatsjka-ZAlK Zaporizja in Oekraïne. Met die club werd ze twee keer Landskampioen van Oekraïne in 2001 en 2002. In 2002 verhuist ze naar Lotos VBW Clima Gdynia in Polen. Met die club werd ze twee keer Landskampioen van Polen in 2003 en 2004. In 2004 keerde ze terug naar Rusland om te spelen voor Dinamo Moskou. Met Dinamo wint ze in 2007 de EuroCup Women door in de finale CA Faenza uit Italië te verslaan met 74-61 en 76-56. In 2005 speelt ze in de WNBA voor Seattle Storm. In 2007 stapt ze over naar UMMC Jekaterinenburg. Met UMMC wint ze het landskampioenschap van Rusland en wordt ze bekerwinnaar van Rusland in 2009. In 2009 keert ze terug bij Dinamo Moskou. In 2010 ging ze spelen voor Dinamo Koersk. In 2012 won ze de EuroCup Women door in de finale Kayseri Kaski SK uit Turkije in twee wedstrijden te verslaan. In 2014 ging ze naar Nadezjda Orenburg. In 2015 stopt Vodopjanova met basketbal.
Vodopjanova kreeg de onderscheiding Meester in de sport van Rusland en de Medaille voor het dienen van het Moederland, De Medaille der IIe Klasse op 3 oktober 2006 en de Medaille voor het dienen van het Moederland, De Medaille der Ie Klasse op 2 augustus 2009.
Sinds 2 oktober 2018 is Vodopjanova president van het damesteam van Spartak Sint-Petersburg.

## Erelijst
- Landskampioen Rusland: 1
  - Winnaar: 2009
  - Tweede: 2005, 2015
  - Derde: 2000, 2014
- Bekerwinnaar Rusland: 1
  - Winnaar: 2009
  - Runner-up: 2008
- Landskampioen Oekraïne: 2
  - Winnaar: 2001, 2002
- Landskampioen Polen: 2
  - Winnaar: 2003, 2004
- EuroLeague Women:
  - Runner-up: 2004
- EuroCup Women: 1
  - Winnaar: 2012
  - Runner-up: 2014
- Olympische Spelen:
  - Brons: 2004, 2008
- Wereldkampioenschap:
  - Zilver: 2006
- Europees Kampioenschap: 1
  - Goud: 2007